# کارلایل (تگزاس)
کارلایل (به انگلیسی: Carlisle) یک منطقهٔ مسکونی در ایالات متحده آمریکا است که در شهرستان ترینیتی، تگزاس واقع شده‌است. کارلایل ۶۸ نفر جمعیت دارد و ۵۸٫۲۲ متر بالاتر از سطح دریا واقع شده‌است.